# عبد الرحمن الجاسم (لاعب كرة قدم مواليد 2002)
عبد الرحمن محمد الجاسم لاعب كرة قدم قطري ، ولد في (31 يوليو 2002) يلعب في نادي الخريطيات.
لعب سابقاً في نادي الدحيل ونادي قطر ونادي مسيمير ونادي الخريطيات.